# The Trouble Buster
Pour plus de détails, voir Fiche technique et Distribution.
The Trouble Buster est un film muet américain réalisé par Frank Reicher et sorti en 1917.

## Fiche technique
- Réalisation : Frank Reicher
- Scénario : Gardner Hunting, d'après son histoire et celle de Tom Forman
- Photographie : James Van Trees
- Producteur : Julia Crawford Ivers
- Société de production : Pallas Pictures
- Société de distribution : Paramount Pictures
- Pays d'origine :  États-Unis
- Langue : film muet avec les intertitres en anglais
- Métrage 1 500 mètres
- Format : Noir et blanc — 35 mm — 1,33:1 — Muet
- Genre : Film dramatique
- Durée : 50 minutes
- Dates de sortie : 
  -  États-Unis : 8 octobre 1917

## Distribution
- Vivian Martin : Michelna Libelt
- James Neill : Franz Libelt
- Paul Willis : 'Blackie' Moyle
- Charles West : Tip Morgan
- Louise Harris : Mrs Camden
- Mary Mersh : Ruth Camden
- Vera Lewis : Mrs Westfall